# Ton van Royen
Ton van Royen (Amsterdam, 9 april 1961) is een Nederlands televisiepresentator. Hij was twintig jaar lang de echtgenoot van schrijfster Heleen van Royen, van wie hij in 2013 scheidde.

## Biografie

### Carrière
Van Royen is sinds 1987 werkzaam in de journalistiek, waarvan zeven jaar als nieuwslezer, reporter en presentator voor de Amsterdamse zender AT5. Op locatie deed hij de verslaggeving van verschillende verkiezingsdebatten, de huldigingen van Ajax en diverse Koninginnedagvieringen. Elke week sprak hij met burgemeester Schelto Patijn. Landelijke bekendheid kreeg hij met een exclusief interview met de Surinaamse legerleider Desi Bouterse. Ook was hij de programmaleider voor AT5.
In de jaren voor AT5 werkte hij voor Radio Noord-Holland als eindredacteur van de dagelijkse actualiteitenuitzendingen en presenteerde hij nieuws- en thema-uitzendingen, zoals het verslag van de eerste Golfoorlog. Ook was hij als misdaadverslaggever verbonden aan De Krant op Zondag van Pieter Storms, en freelance verslaggever voor de VPRO-radio.
Na een praatprogramma op RTL 5, samen met Mariska Hulscher, stapte hij in 2000 als reportagemaker over naar de vrouwenzender Net5. Een jaar later begon hij als algemeen presentator en programmamaker bij SBS6. Na zeven jaar verbrak hij in de zomer van 2007 zijn dienstverband daar en startte een eigen productiebedrijf in de Algarve in Portugal. Een van zijn activiteiten werd de productie Je leven in beeld. In 2013 ging Van Royen opnieuw aan de slag bij SBS6.
Ook is Van Royen als lifecoach werkzaam.

## Programma's
- Duivels, politiek interviewprogramma, AT5 (met Felix Rottenberg en Jort Kelder)
- Stadsrumoer, praatprogramma, met Chazia Mourali
- Special Report, reportage- en interviewprogramma
- Lijn 5, RTL 5 (met Mariska Hulscher)
- De Bus 2, SBS6 (met Inge Moerenhout)
- Hart van Nederland, SBS6
- Stem van Nederland, SBS6 (met Leo de Later en Ton Elias)
- Temptation Island, (met Tine Van den Brande)
- Sterrenboksen , SBS6 (met Maureen du Toit)
- Ton (2000-2009), SBS6
- De Gevaarlijkste, SBS6
- Het Nationale Verkeersexamen, SBS6
- Waar Stem Ik Op , SBS6 (met Milika Peterzon)
- Het is wel je kind!, SBS6
- De verkiezingen van 2003, Landelijk lijsttrekkersdebat, SBS6 (met Maurice de Hond)